# Стремц (Марамуреш)
Стремц (рум. Stremț) — село у повіті Марамуреш в Румунії. Входить до складу комуни Бесешть.
Село розташоване на відстані 412 км на північний захід від Бухареста, 42 км на південний захід від Бая-Маре, 88 км на північний захід від Клуж-Напоки.

## Населення
За даними перепису населення 2002 року у селі проживали 356 осіб. Рідною мовою 355 осіб (99,7%) назвали румунську.
Національний склад населення села:
| Національність | Кількість осіб | Відсоток |
| -------------- | -------------- | -------- |
| румуни         | 288            | 80,9%    |
| цигани         | 66             | 18,5%    |